# Ngaruawahia
Ngaruawahia är en stad i Nya Zeeland som ligger cirka 20 kilometer nordväst om  Hamilton på Nordön. Staden ligger där floderna Waikato och Waipa möts, väster om staden ligger ett kuperat landskap vilket sträcker sig upp mot bergskedjan Hakarimata. Ngaruawahia ligger inom Hamiltons storstadsområde och hade 5 127 invånare vid folkräkningen 2013.

## Namnet
Staden fick sitt namn på 1700-talet då hövdingen för Ngāti Tamainupō, Te Ngaere och Heke-i-te-rangi, en kvinna från stammen Ngāti Maniapoto gifte sig i hemlighet och bosatte sig på platsen. När deras stammar försonades hölls en stor fest och Te Ngaere inledde festligheterna med att säga "Wāhia ngā rua" vilket betyder "öppna matgroparna".

## Historia
Ngaruawahia har varit en viktig plats för maorier i flera århundraden, då platsen ligger vid två viktiga kanotfarleder. 1858 kröntes Pōtatau Te Wherowhero till kung i Ngaruawahia och han gjorde staden till sitt högkvarter.
Ngaruawahia ockuperades av brittiska trupper efter slaget vid Rangiriri i slutet av 1863, året därefter bosatte sig européer i staden, som döptes om till Queenstown. 1870 byttes namnet till Newcastle och 1877 blev staden Ngaruawahia igen. På grund av det gynnsamma läget vid de båda floderna föreslogs det att staden skulle bli huvudstad, men det blev inte av då stadens tillväxt stannade av under depressionen på 1880-talet.

## Ekonomi
Många av stadens invånare arbetar på frysanläggningen i Horotiu söder om staden, eller pendlar till Hamilton
De fem största industrierna sett till antal anställda är:
- offentlig förvaltning och säkerhet (27,6%)
- utbildning (15,3%)
- detaljhandel (15,3%)
- hälso- och sjukvård, samt socialtjänst (8,7%)
- byggindustri (8,7%)

Procenttalen anger andel av det totala antalet anställda.